# Saint-Béat-Lez
Saint-Béat-Lez – gmina we Francji, w regionie Oksytania, w departamencie Górna Garonna. W 2013 roku liczba ludności wynosiła 469 mieszkańców. 
Gmina została utworzona 1 stycznia 2019 roku z połączenia dwóch ówczesnych gmin: Lez oraz Saint-Béat. Siedzibą gminy została miejscowość Saint-Béat. 